# Asota lara
Asota lara là một loài bướm đêm trong họ Erebidae.